# Fanny Durack
Fanny Durack (Sídney, Australia, 29 de octubre de 1889-ídem, 20 de marzo de 1956) fue una nadadora de Australia especializada en pruebas de estilo libre, donde consiguió ser campeona olímpica en 1912 en los 100 metros.

## Carrera deportiva
En los Juegos Olímpicos de Estocolmo 1912 ganó la medalla de oro en los 100 metros estilo libre, con un tiempo de 1:22.2 segundos, por delante de su compatriota Wilhelmina Wylie (plata con 1:25.4 segundos) y la británica Jennie Fletcher.